# The Broad
The Broad je muzeum v Los Angeles. Otevřeno bylo 20. září 2015 a svůj název dostalo podle filantropa Eliho Broada, který se podílel na jeho financování. Ve sbírce muzea se nachází přibližně 2000 děl. Jsou zde vystaveny například obrazy Cy Twomblyho, Juliana Schnabela či Andyho Warhola. Původně mělo být muzeum otevřeno již v roce 2014. Budovu navrhlo studio Diller Scofidio + Renfro, předtím byla zvažována švýcarská firma Herzog & de Meuron, japonská architektka Kazujo Sedžimaová nebo Francouz Christian de Portzamparc a další.